# شوگون: موزیکال
شوگون: موزیکال (انگلیسی: Shōgun: The Musical) یک تئاتر موزیکال با کتاب و اشعار جان درایور و موسیقی از پل چیهارا است. بر اساس رمان جیمز کلیول به نام شوگون در سال ۱۹۷۶ و مینی‌سریال تلویزیونی در سال ۱۹۸۰ با همین نام شوگون (مینی‌سریال ۱۹۸۰) بر اساس آن، تمرکز موسیقی بر روی کشتی‌های غرق‌شده انگلیسی است) ناخدای دریایی جان بلکتورن، که در حالی که درگیر یک رابطه غیرقانونی با یک زن اشراف‌زاده متأهل در ژاپن قرن هفدهم می‌شود، درگیر یک بازی قدرت سیاسی می‌شود. رمان کلیول خود در اصل از داستان واقعی دریانورد انگلیسی ویلیام آدامز (دریانورد) الهام گرفته شده‌است.